# フジモトHD
フジモトHD株式会社（フジモトホールディングス）は製薬会社のピップやワダカルシウム製薬等のピップグループを統括する純粋持株会社である。一般的な業種としては総合商社に割り振られる。業界大手の売上高を誇る。
和文社名ではフジモトHDとHDは略称で表記されているが、英文社名ではFUJIMOTO HOLDINGSと表記する。

## 概要
当社の事業子会社の一つであるピップ株式会社は元々、1908年に創業された「藤本真次商店」が起源で、1928年に合資会社藤本商店として法人化されたが、経理応急措置令により1946年に解散となり、藤本商店の機能は大阪藤本商事株式会社（おおさかふじもとしょうじ、後のピップフジモト株式会社）に、東京支店の機能は東京藤本商事株式会社（とうきょうふじもとしょうじ、後のピップトウキョウ株式会社）に東西分離され、以降、半世紀以上にわたって各々が事業を展開してきたが、商品開発については以前から「ピップエレキバン」や「スリムウォーク」など、両社のノウハウが結集された製品を市販化してきた。そんな折、全国を網羅するネットワーク網を整備し、市場に合わせたマーチャンダイジング事業を強化するために、主に西日本で展開していたピップフジモト株式会社と主に東日本で展開していたピップトウキョウ株式会社が2008年5月に経営統合し、事業持株会社としてピップ株式会社を設立した。
そして、両社が持つノウハウや経営資源を集結し、競争力を強化するため、2010年11月に合併。両社は64年ぶりに一つの企業となった。その際、事業持株会社の名称だったピップ株式会社は合併した事業子会社の名称となり、当社は純粋持株会社としてフジモトHD株式会社に商号変更した。

## 沿革
- 2008年（平成20年）5月 - ピップフジモト株式会社とピップトウキョウ株式会社が株式移転により経営統合し、事業持株会社としてピップ株式会社を設立
- 2009年（平成21年） - ピップフジモト株式会社の子会社だったワダカルシウム製薬株式会社全株式を会社分割（簡易吸収分割）により、当社へ継承、子会社化する。
- 2010年（平成22年）11月 - グループ内の再編により、当社は純粋持株会社として、フジモトHD株式会社に商号変更。合わせて、ピップフジモト株式会社がピップトウキョウ株式会社を吸収合併してピップ株式会社に商号変更され、旧ピップトウキョウ株式会社の子会社だったピップ物流株式会社とピップケアウェル安心株式会社を現物配当により子会社化。
- 2011年（平成23年）7月 - フットサロンの経営や化粧品の輸入販売を行うアブコ株式会社の全株式を取得し、完全子会社化[5]。
- 2012年（平成24年）11月 - 事業のグループ内統合に伴い、子会社のピップ株式会社から大阪彩都研究室を当社に移管[6]。
- 2013年（平成25年）11月 - 子会社のピップ株式会社が保有していた蓓福(上海)商貿有限公司の全株式を取得し、完全子会社化[7]。
- 2014年（平成26年）2月 - 事業のグループ内再編に伴い、子会社のアブコ株式会社が保有していたフィトメール・ジャパンの株式を当社に移管[8]。
- 2015年（平成27年）
  - 3月 - 中国子会社だった蓓福(上海)商貿有限公司の当社出資持分のすべてを蘇州中化薬品工業有限公司へ譲渡。併せて、蓓福(上海)商貿有限公司と子会社のピップ株式会社との間で販売代理店契約を締結し、中国におけるピップ商品の総販売代理店となる[9]。
  - 4月 - 子会社のピップ株式会社の子会社（孫会社）の坂東株式会社の既存事業を同じく孫会社の八神商事株式会社へ譲渡[10]。
  - 5月
    - シェアードサービス会社としてピップビジネスアソシエ株式会社を設立[11]。
    - 既存事業を八神商事株式会社へ譲渡した坂東株式会社の定款や資本金等を変更し、子会社のピップ株式会社からロボット関連事業を担う「新規事業部」を事業譲受してピップ&ウィズ株式会社に商号変更し、当社の完全子会社となる[12]。

  - 6月 - 当社子会社のピップ&ウィズ株式会社において、以前からロボット関連事業における共同開発パートナーである株式会社ウィズへ第三者割当増資を行い、当社と株式会社ウィズの折半出資による合弁会社化[13]。
  - 11月 - 子会社のアブコ株式会社が、同じく子会社のフィトメール・ジャパン株式会社を吸収合併[14]。
- 2016年（平成28年）2月 - 三代サービス株式会社と合弁で運送事業を担うスリーエスライン流通株式会社を設立し、同社の関東営業所の業務を引き継いで事業を開始[15]。
- 2018年（平成30年）2月 - 子会社のピップケアウェル安心株式会社の全株式を株式会社ニシケンへ譲渡[16]（譲渡に伴い、ケアウェル安心株式会社へ社名変更される）。

## 主要グループ会社
- ピップ株式会社
- ピップ物流株式会社（物流事業・労働者派遣業など）
- ワダカルシウム製薬株式会社（医薬品・健康食品の製造販売）
- アブコ株式会社（フットケアサロン「フットバランス」の運営、化粧品の輸入販売）